# Leptogaster koshunensis
Leptogaster koshunensis är en tvåvingeart som beskrevs av H. Oldroyd 1975. Leptogaster koshunensis ingår i släktet Leptogaster och familjen rovflugor.
Artens utbredningsområde är Taiwan. Inga underarter finns listade i Catalogue of Life.